# Reduto do Conselheiro Jacinto Cândido

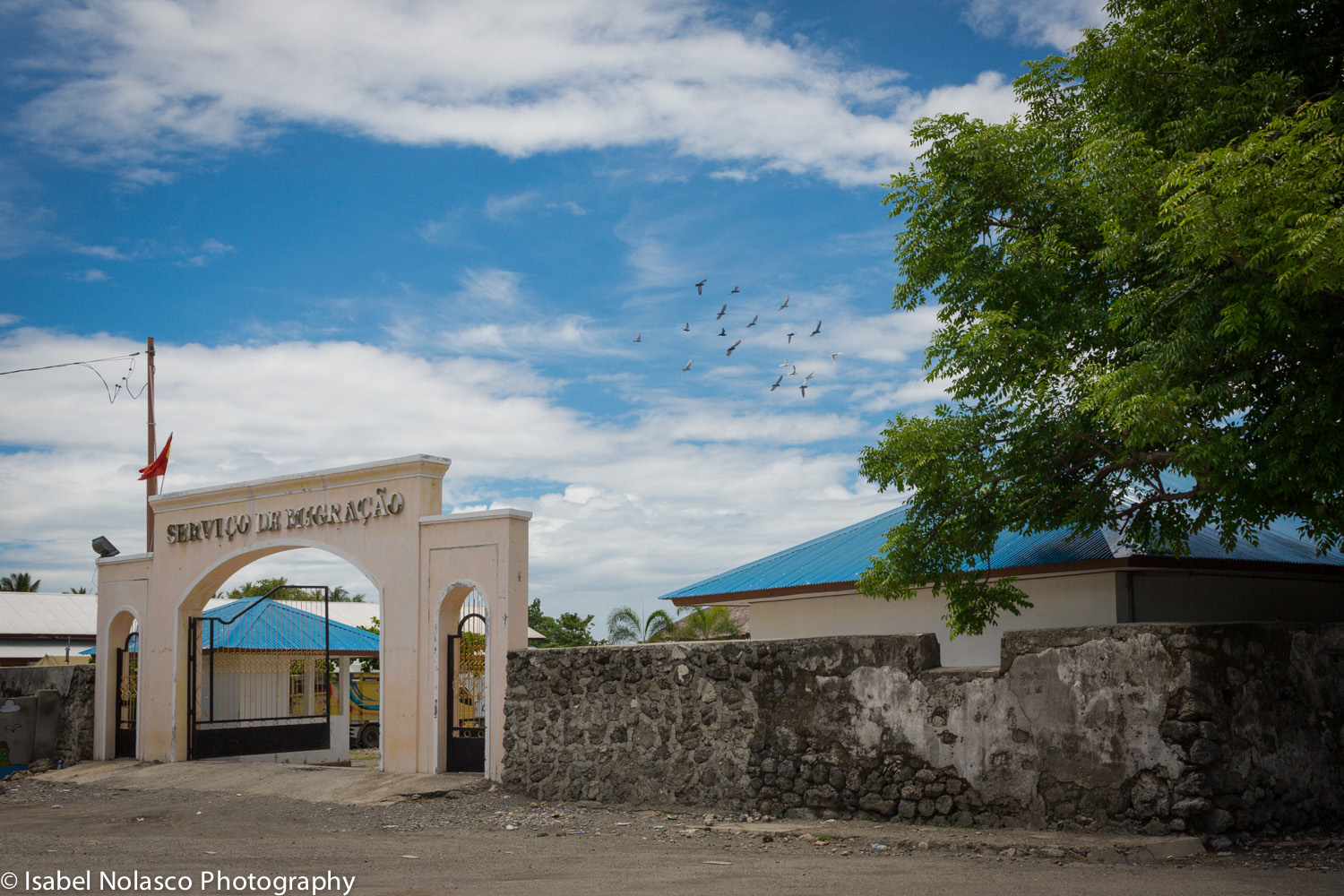
Eingangstor des Forts in Batugade

Das Fort Conselheiro Jacinto Cândido (portugiesisch Reduto do Conselheiro Jacinto Cândido) ist eine kleine Festung am Ostrand des osttimoresischen Ortes Batugade (Verwaltungsamt Balibo, Gemeinde Bobonaro).

## Geschichte

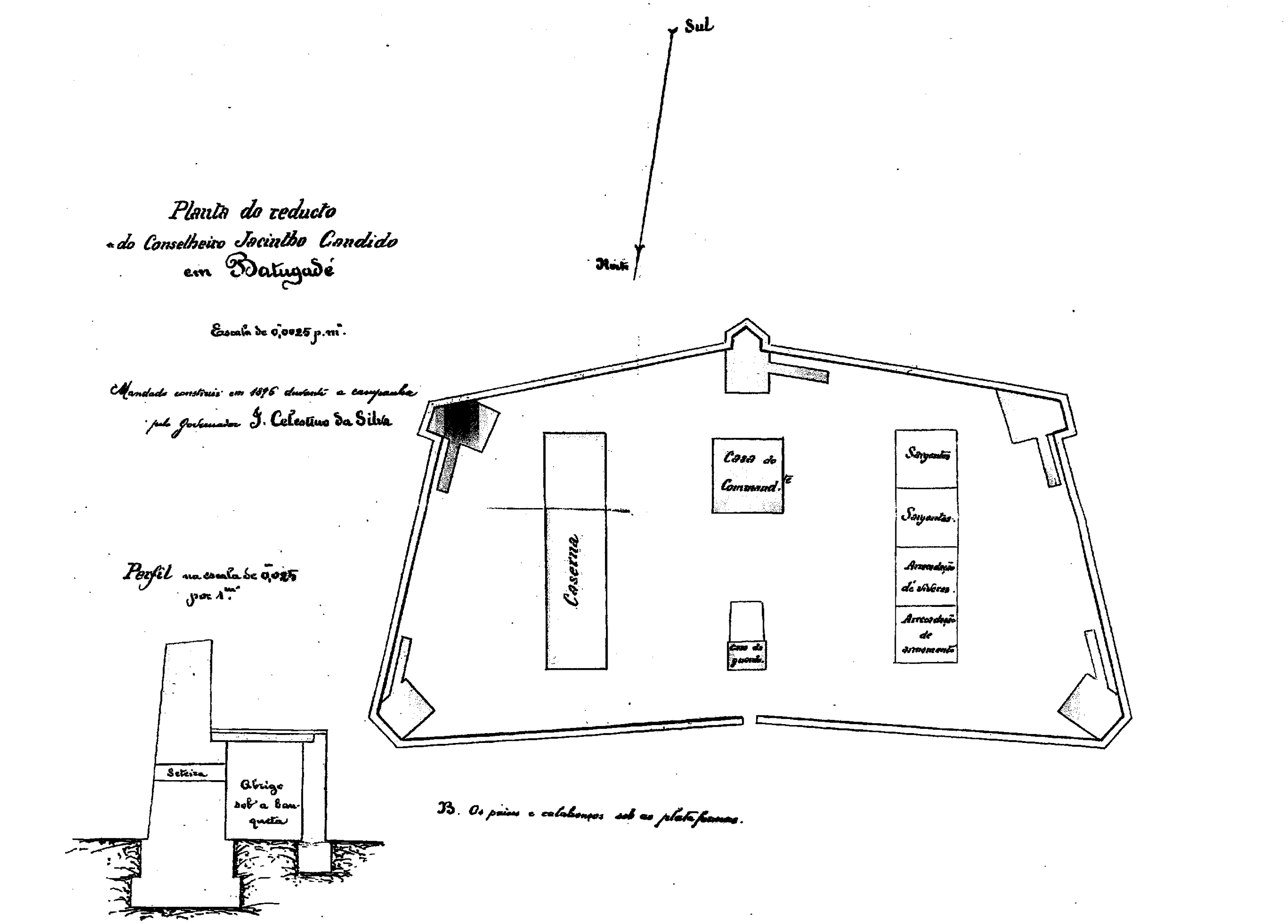
Plan der Festung von 1897

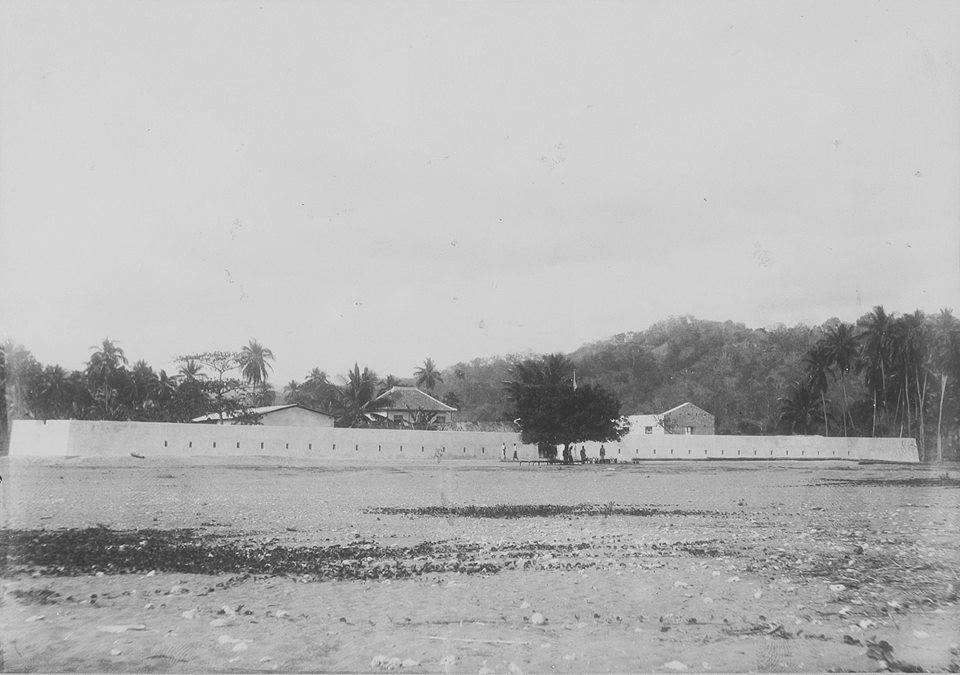
Foto von 1898

1655 errichteten die Portugiesen das erste Fort in Batugade, dessen Gebiet zum Reich von Cowa gehörte. Nur wenige Kilometer weiter entstand im selben Zeitraum die größere Festung von Balibo.
Während der Cailaco-Rebellion 1726 wurde von hier aus eine portugiesische Streitmacht entsandt, die zusammen mit Truppen aus Dili das Rebellenzentrum Cailaco einnehmen sollten, doch die Belagerung war erfolglos. Im Laufe der Rebellion wurde das Fort aufgegeben. Gouverneur Pedro de Rego Barreto da Gama e Castro ließ den Posten 1731 wieder besetzen und schloss Frieden mit dem lokalen Rebellenchef Dom Lourenço da Costa. 1734 rebellierte Batugade erneut gegen die Portugiesen, die aber auf Verstärkung aus Goa zurückgreifen konnten. Als die Portugiesen 1769 Lifau aufgaben und die Hauptstadt der Kolonie nach Dili verlegten, machten sie in Batugade einen Zwischenstopp und verstärkten das Fort zur Abwehr der rebellischen Topasse im Westen. Das damalige Fort war rechteckig mit einem kleinen Bollwerk und mit einigen Kanonen bestückt, die bereits in der zweiten Hälfte des 19. Jahrhunderts veraltet waren. Sie standen auf hölzernen Gestellen in den Ecken des Forts. Im Fort waren unter anderem timoresische Soldaten im portugiesischen Dienst (Moradores) stationiert.
1868 wurde das Fort von Batugade zur Basis der Militärexpedition gegen das rebellierende Reich von Cowa. Während das verbündete Balibo bereits 1871 kapitulierte, unterwarf sich Cowa erst 1881 endgültig unter die Vorherrschaft Portugals. Während des Krieges von Manufahi (1894–1896) besetzten Aufständische aus Fatumean das Fort, während die eigentlich dort stationierten Truppen an einem anderen Ort kämpfte. Im Jahr darauf wurde das Fort auf Befehl von Gouverneur José Celestino da Silva neu errichtet. Es bestand nun aus einer Außenmauer, die einen trapezähnlichen Raum mit mehreren Gebäuden umschloss. Von den Ecken aus konnte man die Mauer verteidigen. Gleichzeitig erfolgte die Benennung des Forts nach dem portugiesischen Überseeminister Jacinto Cândido. Während der Rebellion von Manufahi 1911/12 war Artur Augusto da Fonseca Cardoso Kommandant des Postens, der sich auch einen Namen als Anthropologe machte.
In den 1930er Jahren befand sich im Fort ein berüchtigtes Gefängnis für Verbannte der portugiesischen Diktatur, dass unter dem Namen „Der Friedhof der Lebendigen“ bekannt war.
Heute befindet sich im Fort ein Stützpunkt der Einwanderungsbehörde Osttimors. Die Grenze zu Indonesien und der Grenzübergang von Mota’ain ist nicht weit entfernt.

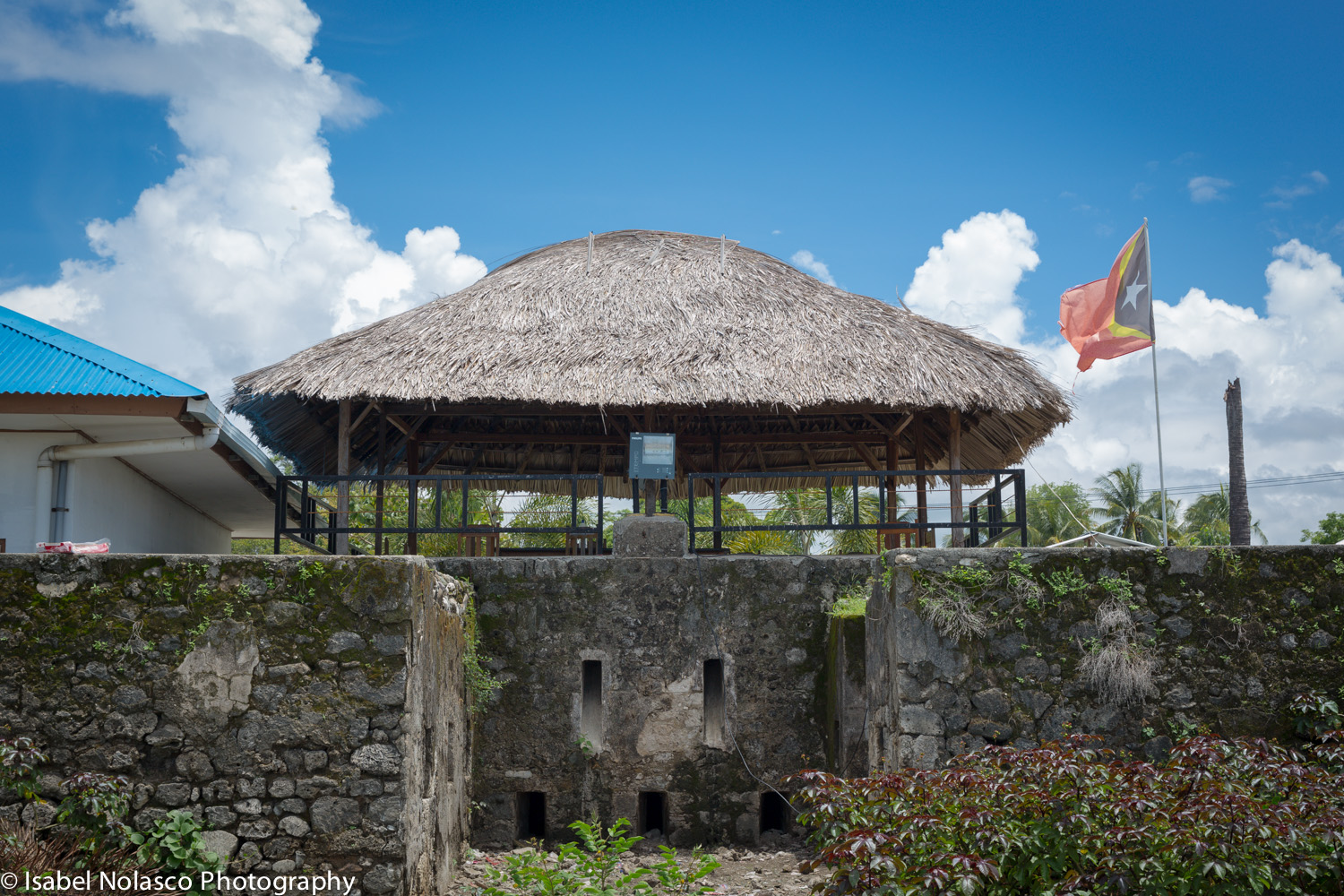
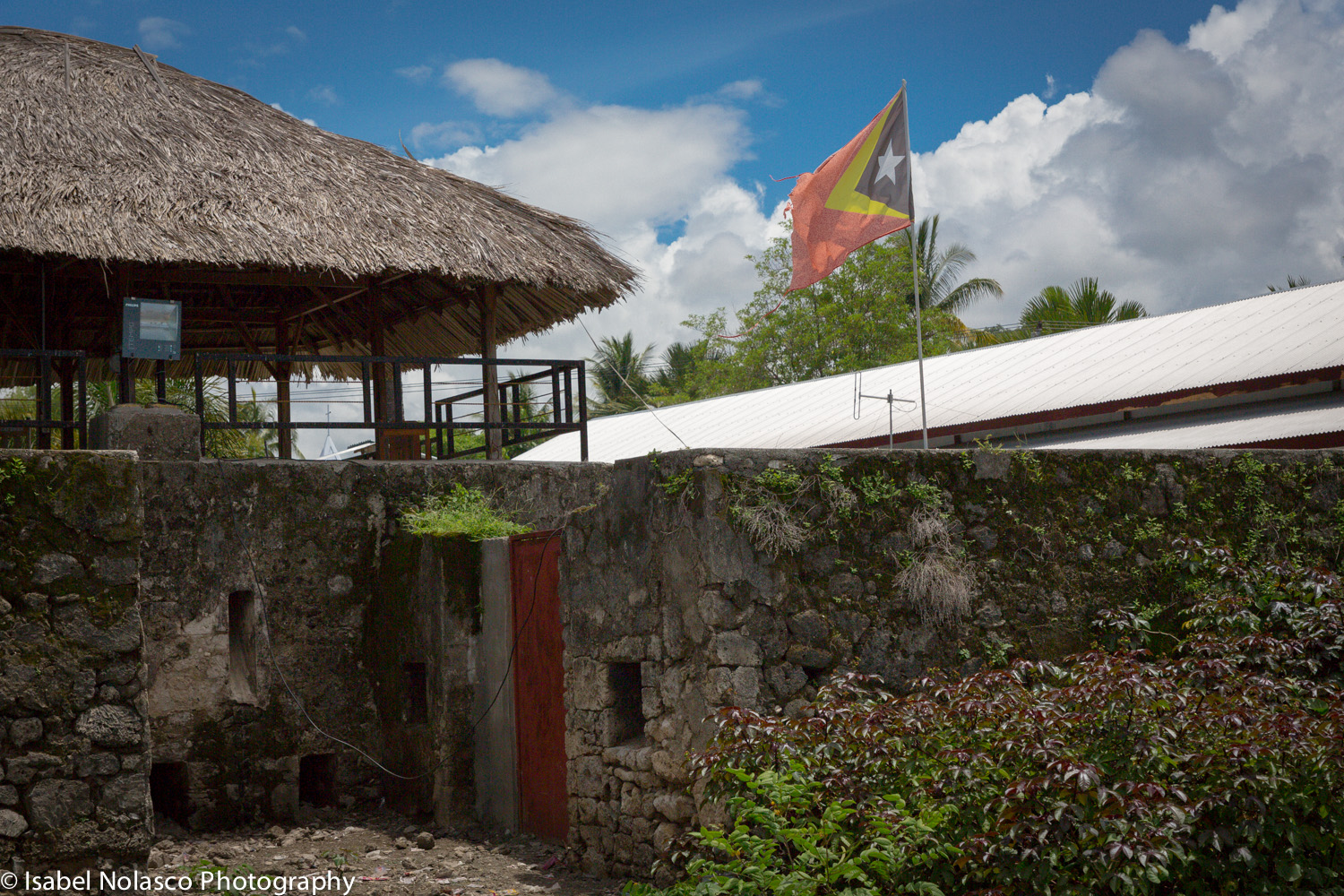
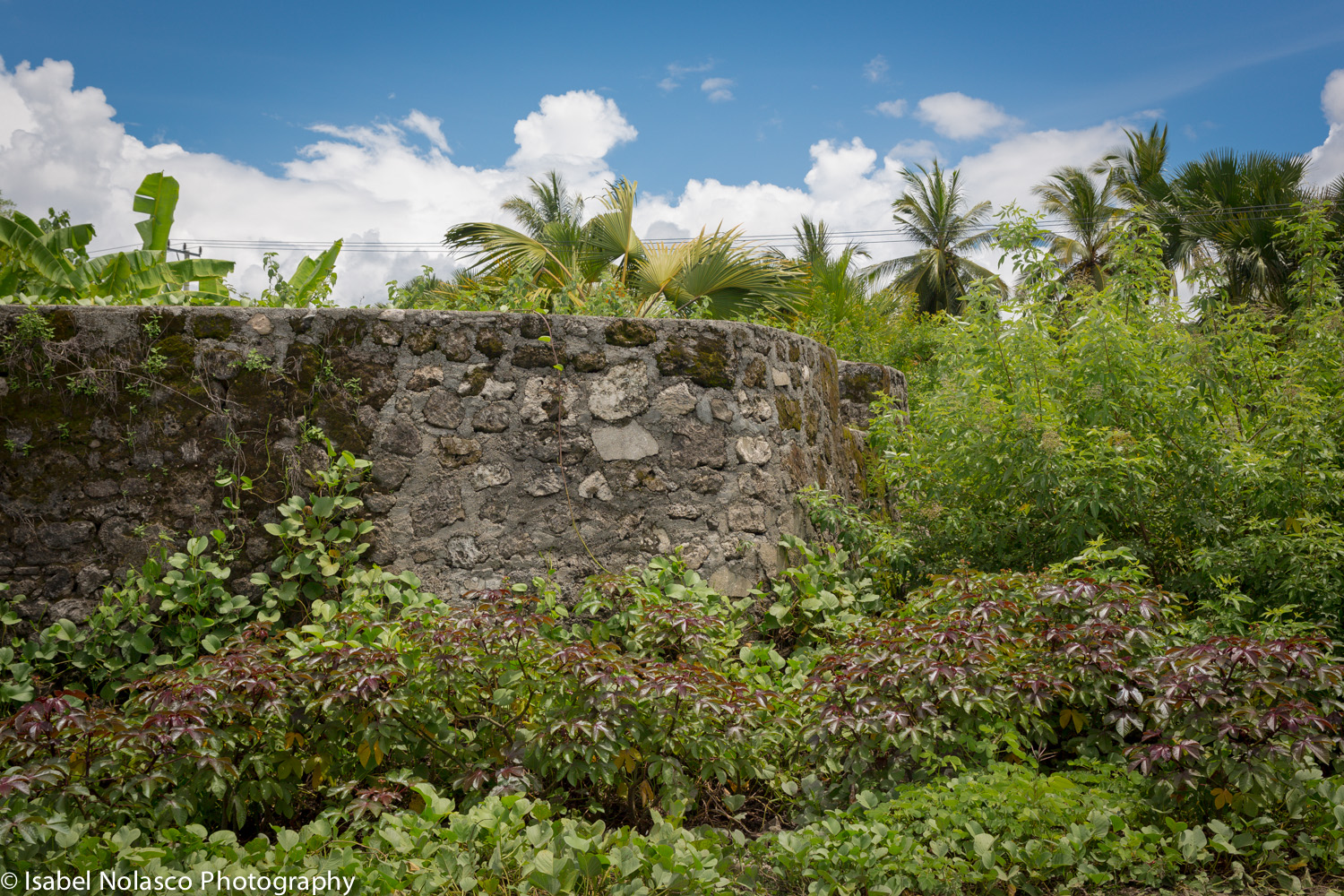
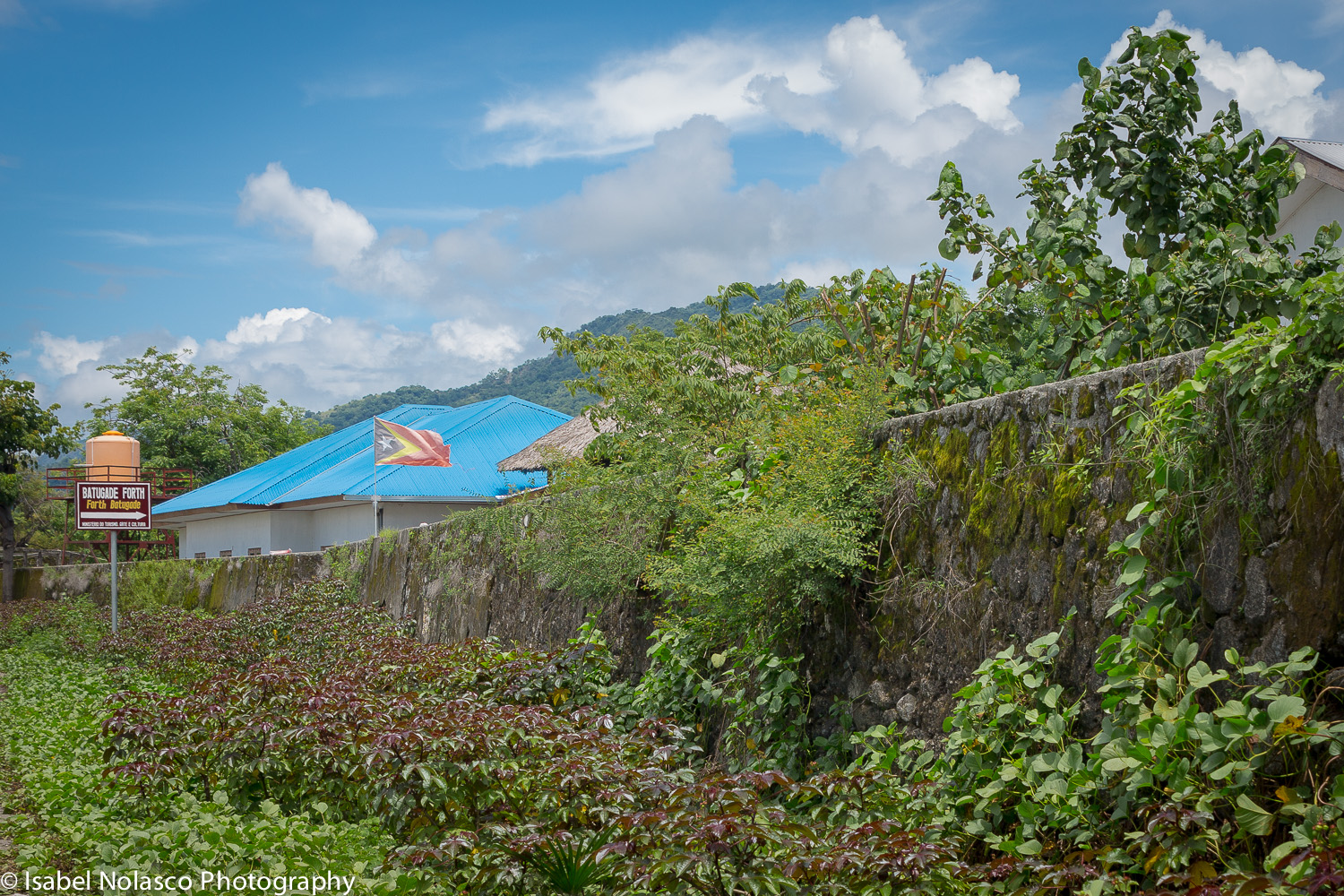
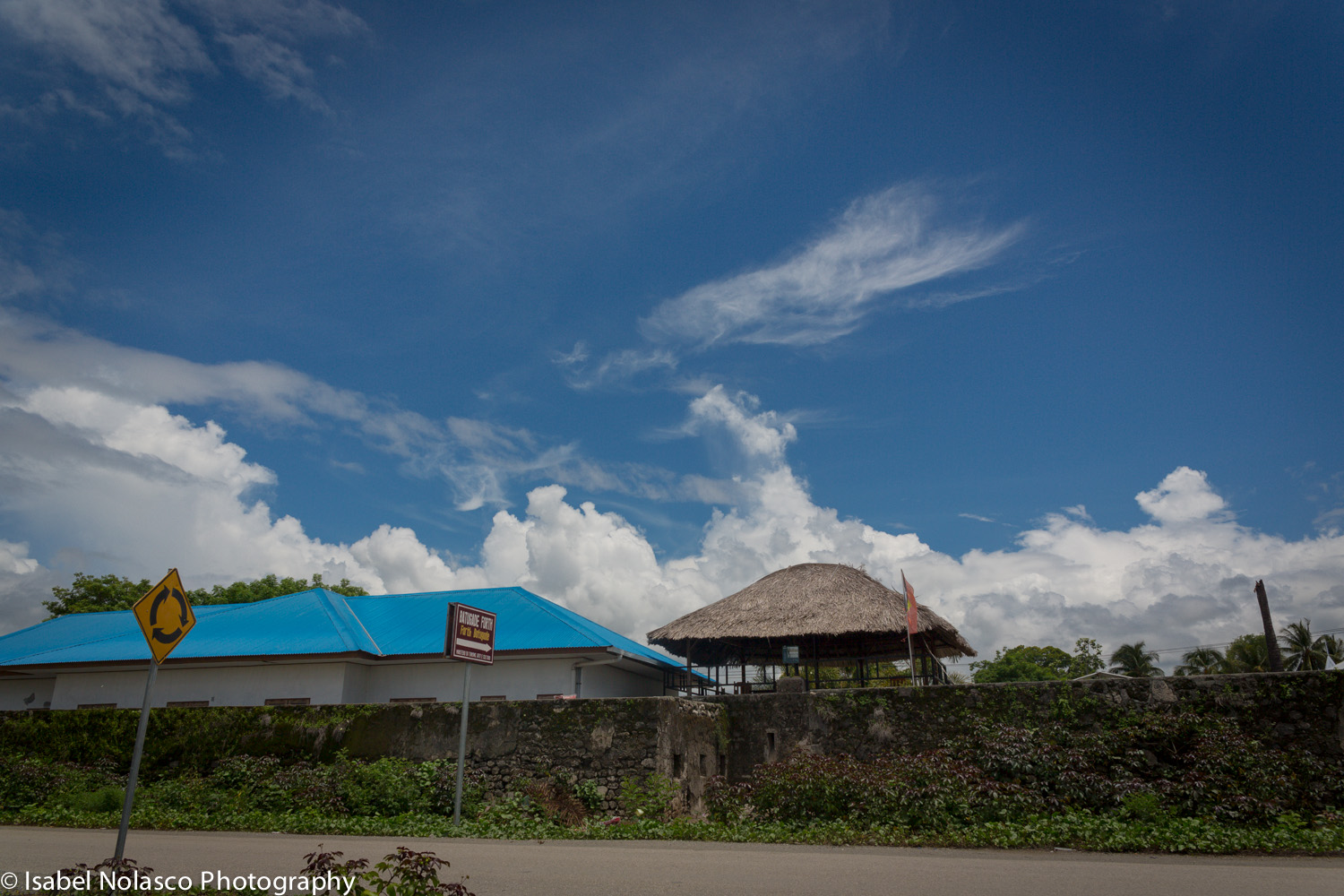
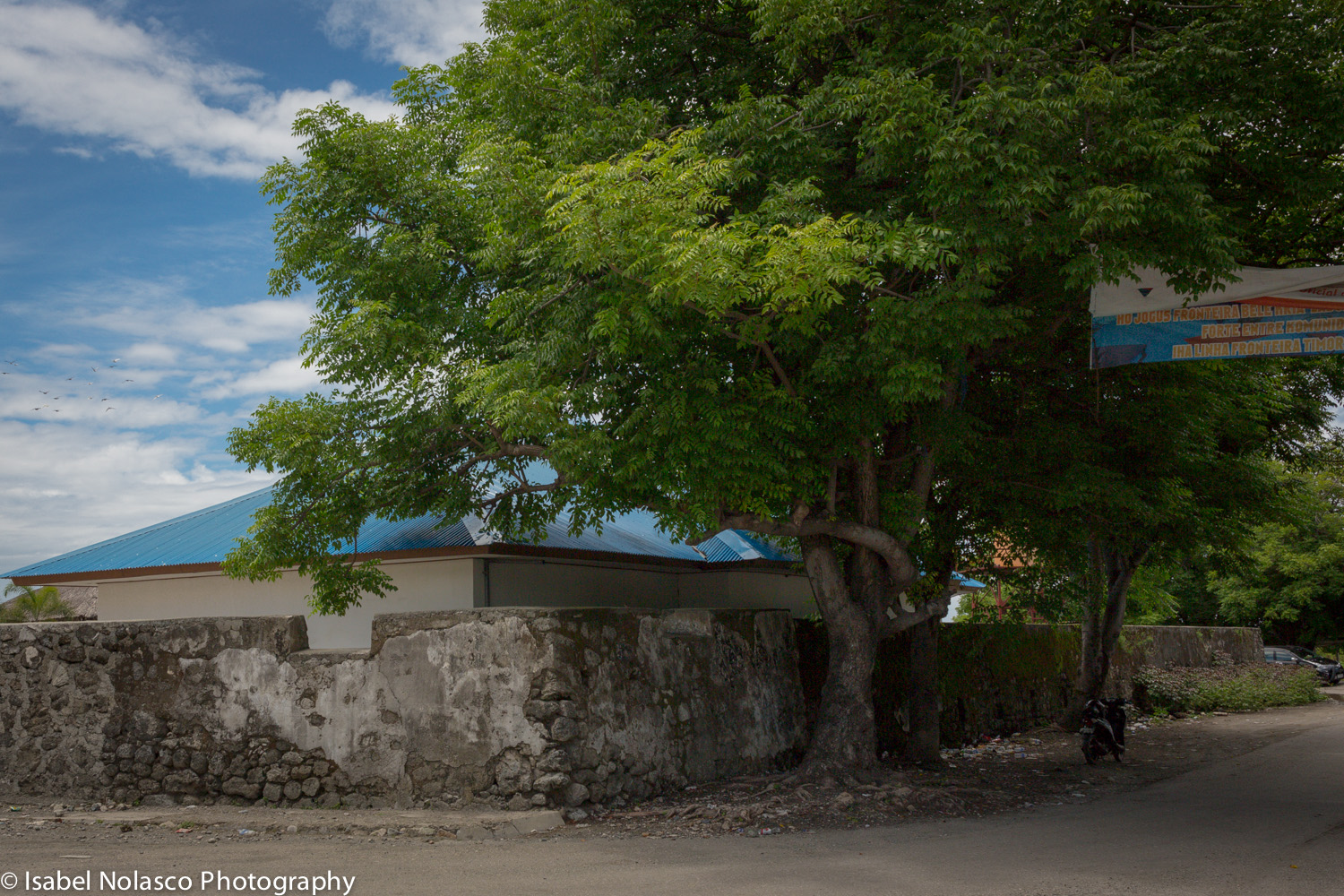